# جيمس روبنز
جيمس روبنز (بالإنجليزية: James Robbins)‏ هو صحفي بريطاني، ولد في 19 يناير 1954.